# 维耶伊 (上比利牛斯省)
维耶伊（法語：Viey）是法国上比利牛斯省的一个市镇，属于阿尔热莱加佐斯区（Argelès-Gazost）吕圣索弗县（Luz-Saint-Sauveur）。该市镇总面积6.24平方公里，2009年时的人口为28人。

## 人口
维耶伊人口变化图示